# 시몬볼리바르봉
시몬볼리바르봉은 추정 높이가 5,720 미터 (18,770 ft)인 콜롬비아에서 가장 높은 산일 가능성이 있다. 볼리바르봉과 인접한 크리스토발콜론봉은 콜롬비아에서 가장 높은 두 봉우리이며, 고도가 거의 비슷하다. 높이 차이는 약 7미터이다. 이러한 이유로 세계에서 다섯 번째로 돌출된 봉우리이다 (돌출높이별 봉우리 목록 참조). 가장 가까운 더 높은 봉우리는 약 1,288 킬로미터 (800 mi) 떨어져 있는 카얌베이다. 이 봉우리와 인근 산들에는 영구적인 만년설이 있다. 크리스토발콜론봉과 함께 시에라네바다데산타마르타 산맥의 일부이다. 이 봉우리는 시몬 볼리바르의 이름을 따서 명명되었다.

## 등반 역사
피코 시몬 볼리바르는 1939년 W. 우드, A. 베이커웰, E. 프라올리니가 첫 등정했다.
1990년대 초반 이후 적대적인 현지인, 마약 밀매업자, FARC 게릴라로 인해 이 산들에 대한 접근이 매우 어려워졌다. 2015년 원정대는 수년간 이 산맥에서 처음으로 등반한 팀 중 하나였으며, 크리스토발콜론봉의 산꼭대기에 도달했다.

## 같이 보기
- 고도별 산 목록
- 남아메리카의 울트라 목록